# Elisabetta Belloni
Pour les articles homonymes, voir Belloni.
Elisabetta Belloni, née le 1er septembre 1958 à Rome, est une diplomate et haute fonctionnaire italienne.
À la suite des élections générales de 2018, elle est pressentie pour diriger un gouvernement « neutre » voulu par le président Sergio Mattarella en raison des divergences entre les partis politiques sortis en tête du scrutin.
En 2021, elle est nommée directrice du Département de l'information pour la sécurité, un service de la présidence du Conseil des ministres chargé de coordonner et de superviser les activités des services de renseignement italiens.

## Biographie
Diplômée en sciences politiques à l'université de Luiss en 1982 avec une thèse sur les techniques de négociation internationale, Elisabetta Belloni entame une carrière diplomatique en 1985, occupant des postes dans les ambassades et les bureaux permanents de représentation italiens à Vienne, Bratislava, ainsi que dans les directions générales du ministère des Affaires étrangères. En particulier, de 1993 à 1996, elle a été première secrétaire de la représentation diplomatique italienne auprès des organisations internationales. De retour à Rome, elle travaille brièvement au bureau Russie avant d'être promue, en 2000, au secrétariat de la direction des pays européens. En 2001, il a assumé le poste de chef du Bureau pour les pays d'Europe centrale et orientale et enfin, à partir de 2002, chef du secrétariat du sous-secrétaire d'État aux Affaires étrangères Roberto Antonione.
De novembre 2004 à juin 2008, elle dirige la cellule de crise du ministère des Affaires étrangères, devenant directrice générale de la coopération au développement du même département de 2008 à 2013 puis de janvier 2013 à juin 2015, comme directrice générale des ressources et de l'innovation.

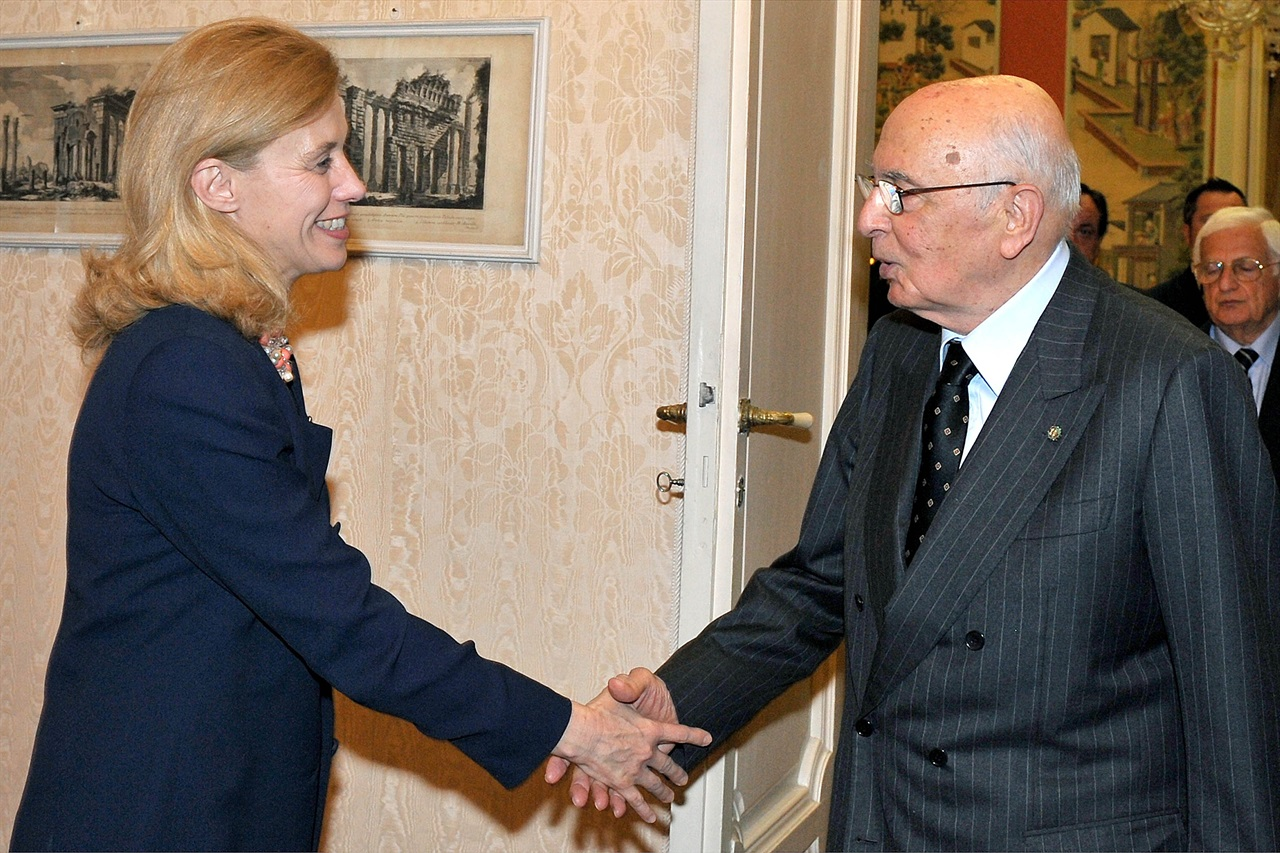
Elisabetta Belloni et le président de la République Giorgio Napolitano en 2011.

En février 2014, elle est promue ambassadrice de rang et, à partir de juin 2015, elle occupe le poste de cheffe de cabinet du ministre des Affaires étrangères Paolo Gentiloni. À la suite de la démission de l'ambassadeur Michele Valensise, alors secrétaire général à la Farnesina, elle est nommée en avril 2016 secrétaire générale du ministère des Affaires étrangères et prend ses fonctions le 5 mai 2016.
En mai 2018, son nom est cité par la presse, avec celui de l'économiste Lucrezia Reichlin, comme une candidate possible pour recevoir le mandat de président du Conseil de la 18e législature.
Elisabetta Belloni quitte le ministère le 12 mai 2021, nommée par le président du Conseil Mario Draghi au poste de directrice du Département de l'information pour la sécurité, première femme à ce poste.
Elle a été aussi professeur de coopération au développement à la LUISS à Rome.

## Distinctions
- : Chevalier grand-croix de l'ordre du Mérite de la République italienne le 1er juin 2017[4],[5].
- : Chevalier de la Légion d'honneur (France) le décembre 2007[6].
- : Grand Croix de l'Ordinul Național Serviciul Credincios (Roumanie) le 15 octobre 2018[7].